# Ebrahim Seifpour
Ebrahim Seifpour, né le 3 juillet 1938 à Téhéran, est un lutteur iranien spécialisé en lutte libre.

## Palmarès

### Jeux olympiques
- Médaille de bronze dans la catégorie des moins de 52 kg en 1960 à Rome[1]